# Paris-Roubaix 2008
Paris-Roubaix 2008 a fost a 106-a ediție a Paris-Roubaix, o cursă clasică de ciclism de o zi din Franța. Evenimentul a avut loc pe 13 aprilie 2008 și s-a desfășurat pe o distanță de 259 kilometri până la velodromul din Roubaix. Câștigătorul a fost Tom Boonen din Belgia de la echipa Quick-Step.

## Rezultate
| Loc | Concurent                | Echipă              | Timp       |
| --- | ------------------------ | ------------------- | ---------- |
| 1   | Tom Boonen (BEL)         | Quick-Step          | 5h 58' 42" |
| 2   | Fabian Cancellara (SUI)  | Team CSC            | a.t.       |
| 3   | Alessandro Ballan (ITA)  | Lampre              | a.t.       |
| 4   | Martijn Maaskant (NED)   | Slipstream–Chipotle | + 3' 39"   |
| 5   | Stuart O'Grady (AUS)     | Team CSC            | + 3' 57"   |
| 6   | Leif Hoste (BEL)         | Silence–Lotto       | a.t.       |
| 7   | Stijn Devolder (BEL)     | Quick-Step          | + 3' 59"   |
| 8   | Johan van Summeren (BEL) | Silence–Lotto       | + 4' 35"   |
| 9   | George Hincapie (USA)    | Team High Road      | + 5' 12"   |
| 10  | Fabio Baldato (ITA)      | Lampre              | a.t.       |